# Kazuo Kiriyama
Kazuo Kiriyama (桐山 和雄 Kiriyama Kazuo?) es uno de los personajes principales de la novela Battle Royale. En la película y el manga tiene el mismo nombre. En la película, Kiriyama fue interpretado por el actor Masanobu Andō. Su nombre en japonés significa "paz" y "varón". Su apellido significa "montaña de la niebla".

## Descripción
Un sociópata frío y calculador, altamente inteligente e ingenioso, que prácticamente nunca pronuncia palabra alguna, Kiriyama es el principal enemigo en todas las versiones de la historia, liderando el juego en "eliminaciones" tanto en la novela como en las dos adaptaciones y siendo siempre el último jugador eliminado (fuera del trío protagonista), mostrando ningún inconveniente o remordimiento en asesinar a sus antiguos compañeros de clase. Kiriyama es el primer personaje que domina la mecánica del juego y es el único que participa por voluntad propia, convirtiéndose en "jugador" (terminología usada en la historia para describir a estudiantes que aceptan matar a otros estudiantes) no por necesidad, sino porque no tiene nada mejor que hacer.
Shogo Kawada se refiere a él, de forma muy acertada, como un "Un hombre hueco", describiéndolo en base a lo que ha observado de Kiriyama como alguien que no tiene un espacio en su corazón para la lógica, el amor o cualquier tipo de valores; sin una razón para la forma en que es ya que simplemente nació de esa manera, poniéndolo a la misma altura que Mitsuko Souma, pero explicando que la única diferencia es que Mitsuko debió vivir una experiencia que la hizo abandonar la razón y el amor, mientras que en el caso de Kazuo no hay ninguna causa.
Aunque en varios momentos de la novela se comenta que Kiriyama tiene la misma estatura que Nanahara, más o menos sobre 1,71 metros (5'8), en el manga dice que mide 1,81 metros (5'11). Antes del juego, sólo tiene una pregunta sobre su situación: "¿Cuándo empieza el juego?" y a lo largo de la novela solo habla antes de asesinar a Numai.

## Trasfondo

### Novela
En la novela, Kiriyama es el hijo del presidente de una poderosa corporación, siendo el alumno de mayor estatus social y económico en la historia; Shuya Nanahara mencionaría que existían rumores que en realidad era un hijo ilegítimo, sin embargo, comentarios posteriores señalan que en realidad era adoptado.
Estando embarazada, la madre biológica de Kiriyama sufre un accidente de coche donde pierde la vida. El útero resulta dañado y el cráneo de Kiriyama se fracturó por lo que se le practicó una cirugía que le salvó la vida y parecía haber sido un completo éxito, sin embargo nadie notó que una astilla de su cráneo destruyó un cierto grupo de células nerviosas de su cerebro. Debido a esto, Kiriyama pierde la capacidad de procesar las emociones humanas básicas (especialmente el remordimiento y la empatía), que lo hacen indiferente al sufrimiento de las demás personas, característica propia de un sociópata, según se da a entender, Kazuo fue adoptado por su actual familia ya que el doctor que lo operó y su padre biológico murieron poco después, y no quedó nadie que supiera al respecto. Esto hace que al entrar en Battle Royale se convierta en asesino perfecto, puesto que no tiene moral, compasión o escrúpulos a la hora de asesinar a sus compañeros o los miembros de la pandilla urbana que él mismo lidera. Uno de los componentes del grupo de Kiriyama, Mitsuru Numai, recuerda en sus últimos momentos de vida que nunca ha visto a Kiriyama sonreír.
Kiriyama tiene un coeficiente intelectual superior al resto, de nivel superdotado y la habilidad de adaptarse fácilmente a cualquier situación. En varios flashback de la novela, se muestra que tiene una facilidad increíble para aprender cosas que a los demás les resulta difícil o simplemente imposible (ejemplos son el cuadro que pintó o su interpretación del violín), pero tanta perfección acaba aburriéndole y cuando domina algo a la perfección pierde el interés en ello (después de consagrarse con el violín lo rompió violentamente y al acabar de pintar el cuadro lo rompió y lo arrojó a la basura). Su peinado, engominado hacia atrás, fue sugerencia de Numai, creyendo éste que había entre ambos una profunda y estrecha amistad.

### Manga
Una de las diferencias más importantes entre la novela y el manga es que los daños cerebrales de Kiriyama no los sufre cuando estaba en el vientre materno sino en la niñez. En el volumen 14, en un flashback ocasionado cuando Noriko Nakagawa le dispara en la parte del cerebro dañada, muestra los años anteriores al accidente; ahí es visto como un niño feliz, con una increíble habilidad física y una inteligencia superdotada, sin embargo en un accidente automovilístico fallece su madre y él recibe una lesión cerebral, su millonario padre paga para que repetidamente usen tratamientos y operaciones experimentales buscando curarlo, pero cada intervención solo empeora su condición; como consecuencia Kiriyama desarrolla daltonismo y pierde su capacidad de sentir cualquier emoción más allá de una curiosidad amoral que lo embarca en una búsqueda de estímulos que compensen la carencia de sensaciones que no comprende; cuando logra ver choques de colores desea que "todo vuelva a ser gris" ya que esto hace aflorar sus recuerdos anteriores al accidente y despierta dentro suyo el dolor y miedo que sentía durante la tragedia. Se le representa como un genio perfecto, se le ve leyendo varios libros sobre la anatomía humana y las artes marciales, también tiene la capacidad de aprender cosas intantáneamente, junto a esto su incapacidad emocional le permite mantener la mente fría, pudiendo pensar racional y lógicamente aun en situaciones extremas como la explosión causada por Shinji Mimura. 
Kiriyama aun así demuestra más emociones que en la novela, algo que destaca es su curiosidad, en el manga Kiriyama es tremendamente curioso, siempre buscando aprender o experimentar vivencias nuevas sin importar los extremos donde deba llegar, Hiroki Sugimura recuerda en una ocasión como le arrancó el ojo a un abusivo profesor pero que solo lo hizo para saber como se sentía la textura del globo ocular, este es uno de los aspectos que hace más peligroso al muchacho, ya que al carecer de emociones intenta obtener estímulos a través de la recopilación de información, aun si debe matar un insecto o herir a alguien para hacerlo, sin embargo en contraste a lo anterior su carencia de emociones lo hace incapaz de tener motivaciones y decidir por sí mismo, es así como revela que el unirse a los delincuentes del colegio u obedecer el programa y matar a sus compañeros fueron decisiones que tomó arrojando una moneda ya que cualquier resultado le era indiferente. En toda la historia el único momento en que parece tener un atisbo de emotividad es tras derrotar a Mitsuko Souma, mientras ve a la muchacha en una catarsis a causa de sus miedos y traumas, él mismo se descubre titubeando antes de darle un tiro fatal, de todos modos, para evitar que algo así le se repita en el futuro, lastima los tendones y el músculo de su brazo para que el dedo del gatillo se recoja sin necesidad de moverlo cuando apunte con su arma.
Kiriyama habla más en el manga que la novela, tiene una conversación bastante larga con Numai en el volumen 2 y con Sugimura en el volumen 12, después que éste se sienta demasiado cansado y vomite, Kiriyama le cuenta que el chófer de su padre asesinó a una persona en un accidente de coche y aunque se le intentó curar por todos los medios, el conductor tuvo los mismos síntomas que Sugimura (síntomas de tener una úlcera). Salvo en estas dos excepciones, Kiriyama no habla en todo el manga (salvo en flashbacks) hasta que Noriko Nakagawa le dispara y dice "Nanahara" antes de morir. Esta muerte representa la vuelta a la normalidad de Kiriyama cuando dice con un pequeño susurro "Shu", el apodo que Nanahara tiene con sus amigos, indicando que Kiriyama le tenía aprecio.

### Película
Kiriyama es un enigmático y sádico delincuente juvenil sociópata a quien la clase 9B conoce cuando despiertan en el salón de clases tras su secuestro ya que decidió jugar a Battle Royale voluntariamente. El único motivo explicable sobre su comportamiento lo da Shōgo Kawada, que dice que Kiriyama "se apuntó por diversión". No se sabe mucho sobre este enigmático Kiriyama que no dice nada y sonríe con regocijo mientras mata a sus compañeros con armas tales como un subfusil, una ametralladora, una wakizashi y unas granadas de mano. A lo largo de la historia se muestra como el más sanguinario y efectivo de los alumnos. Tras salir del colegio es emboscado por Sho, Izumi, Hiroshi, Numai y Ryuei, a quienes despoja de sus armas y acribilla. Tras esto oye el llamado de Yumiko y Yukiko asesinándolas; posteriormente asesina a Oda y roba su chaleco, lo que le permite sobrevivir a los ataques de Mitsuko y asesinarla. Posteriormente mata al grupo formado por Shinji, Seto y Keita mientras estos intentan atacar el colegio para escapar, a consecuencia de la explosión resultante Kiriyama queda ciego y lastimado; en estas condiciones finalmente enfrenta a Kawada, quien logra matarlo en un duelo de frente, pero a cambio recibe heridas que a la larga le significarán la muerte.

## En el juego
Al salir del colegio Kazuo le dio una nota a la familia Kiriyama diciéndoles que se reunieran con él en el extremo sur de la isla, su arma asignada es un cuchillo. Kazuo, quien por su condición neurológica se encuentra incapaz de decidir como enfrentar la situación, opta por lanzar una moneda para decidir si se opone a Sakamochi o juega el programa. Cuando Izumi Kanai se extravía y llega al lugar la degüella, posteriormente asesina a Hiroshi Kuronaga y Ryuhei Sasagawa, obteniendo de él la Ingram MAC-10 que lo caracterizará el resto del juego y con la cual asesina a Mitsuru Numai. Solo se salva de esto Sho Tsukioka, quien dio un rodeo para llegar y pudo ver desde lejos los asesinatos.
La mañana siguiente Kiriyama oye el llamado por megáfono de Yukiko Kitano y Yumiko Kusaka desde el puesto de información turístico pidiendo al resto de sus compañeros que se unan a ellas para buscar una solución pacífica. En un ataque por la espalda, Kiriyama dispara a ambas con su ametralladora. En la novela y el manga después del tiroteo, acaba con ambas disparándoles en la cabeza con la pistola Walther PPK de Mitsuru Numai.

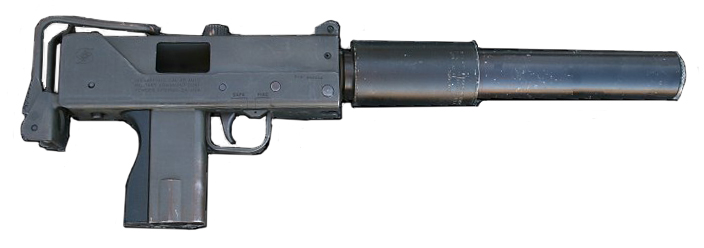
Aunque el arma asignada a Kiriyama fue un cuchillo, su arma predilecta a lo largo de la historia fue la Ingram MAC-10 que tomó de Ryuhei Sasagawa.

Sho decide seguir en secreto a Kazuo y permitirle asesinar a todos, de esta forma cuando solo queden los dos aprovechara el agotamiento y desgaste que sufra para asesinarlo y ser el ganador. Sin embargo, Kazuo se dio cuenta de que lo seguían y engañó a Sho para que entrara en una zona prohibida, activando su collar y matándolo.
Después de deambular por la isla Kazuo se encontró con Yutaka Seto y Shinji Mimura tras la muerte de Keita Iijima. Kazuo mató a Yutaka con la ametralladora e hirió a Shinji. Shinji y Kazuo se involucraron en una batalla masiva que resultó en que Shinji perdiera los dedos de los pies, al darse cuenta de que iba a perder, detonó su bomba para matar a Kazuo, pero este logró protegerse, salir ileso y matar a Shinji.
Minutos después encontró a Toshinori Oda y Hiroki Sugimura peleando. Hiroki huyó pero Kazuo le disparó a Toshinori que tenía un chaleco antibalas, el chaleco lo salvó pero Kazuo decidió rematarlo y le destrozó el cráneo con una ráfaga de su arma.
Kazuo luego tendió una emboscada a Shuya Nanahara, Noriko Nakagawa y Shogo Kawada, quienes se separaron; Kazuo persiguió e hirió seriamente a Shuya que logró salvarse saltando al mar, de donde fue rescatado y llevado al faro por Hiroki Sugimura para ser atendido por el grupo de Yukie. Después de la masacre del faro, Kazuo enfrentó allí a Hiroki, quien logró escapar herido.
Después que Mitsuko Souma mató a Kayoko Kotohiki, Kazuo le disparó con la ametralladora y posteriormente a Mizuho Inada, quien había perdido la cordura.

## Destino
En todos los finales de las distintas versiones acaban con la muerte de Kiriyama. Sin embargo, en las tres versiones es asesinado por diferentes personas.
En la novela, utiliza el método que Shogo enseñó a Hiroki para contactarlos y emboscarlos; tras la persecución en auto Noriko Nakagawa y Shōgo Kawada disparan (en ese orden) a Kiriyama en la cara mientras este logra herir al joven en el cuello. Después de dispararle, Kawada le dice a Nakagawa, "yo fui el que le mató, no tú".
En el manga, Kiriyama dispara en el abdomen a Kawada dejándolo incapacitado para disparar por lo que le da su arma a Nanahara. Nakagawa, para proteger a sus amigos, dispara en la cara a Kiriyama con su revólver golpeando el sector de su cerebro dañado por el accidente de su infancia y volviendo inestable su cordura con ello; posteriormente Nanahara le clava en un ojo una pequeña daga de madera que Sugimura había tallado para él y después le dispara atravesando su mentón y garganta. Kiriyama recupera brevemente el sentido y pronuncia en voz alta el nombre de Nanahara antes de morir (en la adaptación inglesa, dice "Shu, puedo volver a sentir"). 
En la película, Kiriyama sobrevive a la pelea contra el grupo de Mimura y la consecuente explosión; sin embargo ha quedado muy lastimado y ha perdido el sentido de la vista al momento en que es encontrado por el grupo de Nanahara. Shōgo Kawada les dice a Shuya y Noriko que se alejen y se enfrasca en una balacera con Kiriyama recibiendo heridas graves pero logra asesinarlo al dañar de un disparo su collar y hacerlo detonar.

## La familia Kiriyama
En la novela, tras entrar a la secundaria Kiriyama salva a Mitsuru Numai de recibir una paliza y desde entonces este se vuelve su más fanático y fervoroso seguidor, posteriormente se les uniría Hiroshi Kuronaga que es descrito como "un don nadie que se coló con el grupo", Ryuhei Sasagawa, que tenía una deuda de gratitud con Kazuo ya que movió algunos hilos para evitar que los policías se llevaran preso a su hermano menor por robar, finalmente el último miembro era Sho Tsukioka, un muchacho descarado que se sentía atraído por Kiriyama.
La pequeña pero peligrosa pandilla fue apodada "La Familia Kiriyama" por sus otros compañeros mientras que por exigencia de Numai los miembros de la banda llamaban jefe a Kazuo. Pronto la pandilla se hizo una reputación acabando fácilmente con estudiantes de preparatoria, matones de otras escuelas e incluso yakuzas. Llegaron incluso a asaltar exitosamente una licorería gracias a la planificación de Kiriyama. Mitsuru solía jactarse de la gran cantidad de aprietos de los que Kiriyama lo había salvado y como desde que se involucró con él, nunca fue arrestado por la policía.

## Estudiantes asesinados
Dando igual las distintas versiones de Battle Royale, Kiriyama es el responsable de la mayor parte de las muertes en todo el juego.

### En la versión original: la novela
Asesinatos por orden cronológico:
- Chico N.º 09: Hiroshi Kuronaga, miembro de la banda - degollado con un cuchillo.
- Chico N.º 10: Ryuhei Sasagawa, miembro de la banda - degollado con un cuchillo.
- Chica N.º 05: Izumi Kanai - degollada con un cuchillo.
- Chico N.º 17: Mitsuru Numai, miembro de la banda - tiroteado cuatro veces con el subfusil MAC-10.
- Chica N.º 06: Yukiko Kitano - tiroteada varias veces con el MAC-10 y de un tiro con la pistola Walther PPK.
- Chica N.º 07: Yumiko Kusaka - tiroteada varias veces con el MAC-10 y de un tiro con la pistola Walther PPK.
- Chico N.º 14: Sho Tsukioka, miembro de la banda - se le detona el collar - Kiriyama consiguió engañarlo y hacer que acabe en una zona de peligro por diversión.
- Chico N.º 12: Yutaka Seto - de un disparo en la parte posterior de la cabeza con el MAC-10.
- Chico N.º 19: Shinji Mimura - de un disparo en la cara con el MAC-10.
- Chico N.º 04: Toshinori Oda - de un tiro en la cabeza con el MAC-10.
- Chica N.º 11: Mitsuko Souma - de un tiro en la cara con el MAC-10.
- Chica N.º 01: Mizuho Inada - de un disparo en el pecho y luego en la cabeza con la pistola Beretta 92.
- Chico N.º 05: Shōgo Kawada - de un tiro en el cuello con la Walther PPK.

### En la adaptación del manga
Mismo orden que en la novela pero con dos muertes más:
- Chica N.º 08: Kayoko Kotohiki - de un tiro en la cabeza con la pistola Walther P99.
- Chico N.º 11: Hiroki Sugimura - de un tiro en el estómago y después en la cabeza con la pistola Colt. M1911.

Algunos cambios del manga:
- Kiriyama mata a Yumiko Kusaka y a Yukiko Kitano con una pistola Walther P99.
- Kiriyama dispara varias veces a Yutaka Seto, incluyendo un tiro fatal en la cara.
- Kiriyama mata de un tiro en el cuello a Shinji Mimura con la Walther P99.
- Kiriyama mata con varios tiros en la ingle a Toshinori Oda con su subfusil MAC-10.
- Kiriyama mata antes a Mizuho Inada que a Mitsuko Souma.
- Kiriyama dispara varias veces a Mitsuko Souma y después la mata de un tiro en la cara con una pistola 44 automática.
- Kiriyama utiliza la Walther P99 para herirle de gravedad a Shōgo Kawada. Herida que mata a Kawada horas más adelante.

### En la adaptación cinematográfica
Mismo orden que en la novela pero con una muerte más:
- Chico N.º 02: Keita Iijima - tiroteado varias veces con el subfusil IMI Uzi de 9 mm.

Algunos cambios de la película:
- Kiriyama usa una IMI Uzi de 9 mm en vez de una Ingram MAC-10 para matar a sus compañeros.
- Cuando Shinji Mimura, Keita Iijima y Yutaka Seto están cargando la bomba a la furgoneta para hacer explotar el colegio, ven una figura extraña cerca. Keita, pensando que es Shuya Nanahara, lo llama y es cuando Kiriyama le dispara, matándolo. Comienza un tiroteo y consigue matar a Seto. Mimura, viendo que ya no hay una salida, se enfrenta a él sin ningún arma y Kiriyama le empieza a disparar. Antes de morir, Mimura consigue hacer explotar la bomba dejando ciego a Kiriyama.
- Kiriyama decapita a Toshinori Oda.
- Dispara varias veces a Mitsuko Souma y después la mata de un tiro en el pecho con una pistola Col. M1911.
- Kiriyama no mata a Mizuho Inada. Ella es asesinada por Kaori Minami.
- Sho Tsukioka es asesinado con el resto de la banda (en la película el líder es Mitsuru Numai) en vez de llevarlo a una zona de peligro.
- Izumi Kanai es uno de los miembros de la pandilla de Numai.

## Equipamiento
En la novela, el arma que le toca es un cuchillo y coge después el subfusil MAC-10 y la pistola Walther PPK de la banda, unas granadas de mano de Yumiko Kusaka, una pistola Beretta 92FS de Shinji Mimura, un revólver Smith & Wesson M&P, el chaleco antibalas de kevlar de Toshinori Oda, una pistola Colt. M1911 de Hiroki Sugimura, una pistola automática Smith & Wesson M59 de Kayoko Kotohiki y una pistola Smith & Wesson M19. 357 Magnum de Mitsuko Souma convirtiéndose así no solo en el jugador estadísticamente más letal, sino también el recopiló el mayor arsenal.
En la película, hay diferencias notables. A Kiriyama le toca un harisen como arma, entonces coge el subfusil IMI Uzi de 9 mm (una diferencia importante de la película que rompe parentesco con las otras dos versiones) de Ryuhei Sasagawa. Después coge el revólver y las granadas de mano del resto de la pandilla, una katana de Yumiko Kusaka, un chaleco antibalas Kevlar de Toshinori Oda, una pistola Colt. M1911 y un arma de electrochoque de Mitsuko Souma.
En el manga, no hay casi diferencias respecto en la novela salvo que empezó el juego ya con la MAC-10. Coge una pistola Walther PPK de Mitsuru Numai, unas granadas de mano de Yumiko Kusaka, una pistola Colt. Python y un chaleco antibalas Kevlar de Toshinori Oda, una pistola 44. AutoMag de Mizuho Inada y una pistola Colt. M1911 de Hiroki Sugimura. En cambio, no coge la pistola Beretta 92FS de Shinji Mimura después de matarlo.

## Designación oficial en la clase
Kazuo Kiriyama, Instituto de Shiroiwa, Noveno Grado, Clase B, Chico N.º 6.